# Hacijenda hrabrih
Hacijenda hrabrih je epizoda serijala Mali rendžer (Kit Teler) obјavljena u Lunov magnus stripu #243. Epizoda je objavljena premijerno u bivšoj Jugoslaviji u martu 1977. godine. Koštala je 8 dinara (0,44 $; 1,1 DEM). Izdavač јe bio Dnevnik iz Novog Sada. Epizoda je imala 104 stranice. Ovo je 2. deo duže epizode, koja je započeo u #242. pod nazivom Paukova mreža

## Originalna epizoda
Ova sveska premijerno je objavljena u Italiji u svesci #106. pod nazivom L'arma del delitto objavljena u septembru 1972. Sveska je koštala 200 lira (0,32 $; 1,27 DEM). Epizodu je nacrtao Balzano Birađo, a scenario napisao Andrea Lavecolo. Originalne korice nacrtao je Franko Donateli, tadašnji crtač Zagora.

## Reprize ove epizode
Epizoda je reprizirana u #53. repriznog serijala Mali rendžer koji je u Italiji izašao u oktobru 2016. U Hrvatskoj ova sveska izašla pod nazivom Preko granice početkom 2023. godine. U Srbiji se prodavala po ceni od 495 dinara (4,21 €; 4,63 $).

## Cena na tržištu polovnih stripova
Cena ove epizode na tržištu polovnih stipova dosezala je 3.000 dinara (25,5 €) u aprilu 2023.

## Prethodna i naredna sveska Malog rendžera u LMS
Prethodna sveska Malog rendžera u LMS nosila je naziv Paukova mreža (#242), a naredna Kuća na granici (#246)